# Wuhan Open
Wuhan Open, oficiálně Dongfeng Motor • Wuhan Open, je profesionální tenisový turnaj žen hraný v čínské megapoli Wu-chanu, metropoli provincie Chu-pej, na tvrdých dvorcích Mezinárodního tenisového centra Optics Valley. Založen byl v roce 2014 jako součást okruhu WTA Tour. V roce 2024 se poprvé konal v kategorii WTA 1000, která nahradila Premier 5.
Nejvyšší počet tří singlových titulů vyhrála Běloruska Aryna Sabalenková, jejíž zápasová bilance po ročníku 2024 činila 17–0.

## Historie
V roce 2014 se Wuhan Open stal jedním ze tří nových turnajů ženské tenisové asociace na území Číny. Na jeho propagaci se podílela wuchanská rodačka a grandslamová šampionka Li Na. Celkový počet profesionálních turnajů žen se tak na čínském území zvýšil na šest. Vlastníkem turnaje je sportovní manažerská a marketingová agentura Octagon.

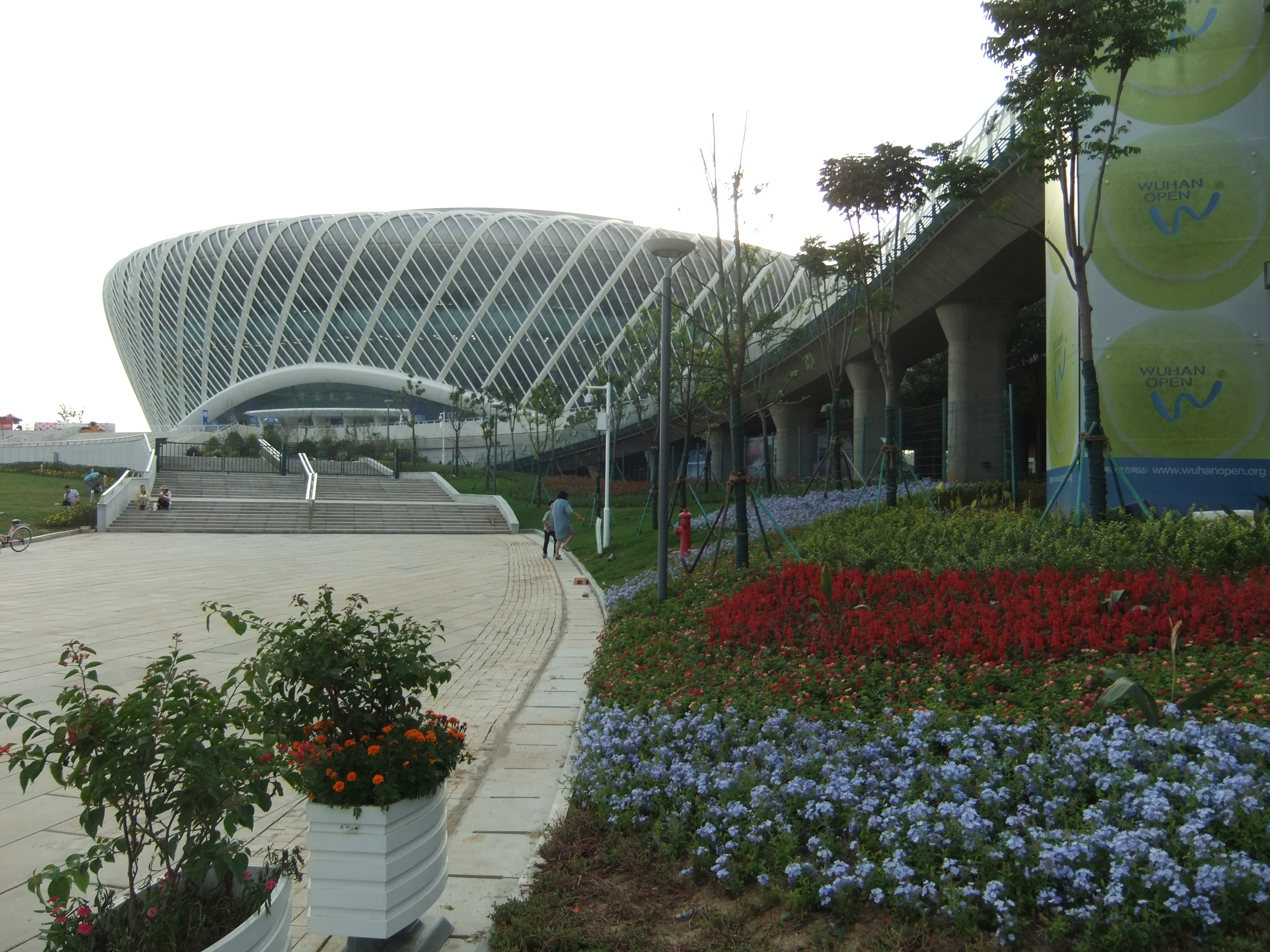
Hlavní stadion tenisového centra v chupejském olympijském sportovním komplexu

Mezi roky 2014–2019 Wuhan Open probíhal v základní kategorii Premier, v Číně spolu s pekingským China Open (Premier Mandatory). Wuchanský turnaj získal licenci na úroveň Premier 5 od tokijského Pan Pacific Open a po China Open představoval druhou největší ženskou událost ve východní Asii.
V letech 2020–2023 se nekonal, když byla čínská část okruhu v sezónách 2020 a 2021 zrušena kvůli pandemii covidu-19. Ženská tenisová asociace poté od prosince 2021 do dubna 2023 bojkotovala čínské turnaje v důsledku kauzy zmizení čínské tenistky Pcheng Šuaj. V ročníku 2024 se poprvé konal v kategorii WTA 1000 existující od sezóny 2021, kdy proběhla rekonstrukce kategorií okruhu.
Turnaj probíhá na tvrdých dvorcích Mezinárodního tenisového centra Optics Valley během září či října v podzimní asijské části sezóny. Kapacita centrálního stadionu, opatřeného zatahovací střechou, činí 15 tisíc diváků a druhého kurtu 5 tisíc osob. Do dvouhry nastupuje padesát šest singlistek a čtyřhry se účastní dvacet osm párů.

## Přehled finále

### Dvouhra
| Rok  | vítězka                                                     | finalistka                                                  | výsledek                                                    |
| ---- | ----------------------------------------------------------- | ----------------------------------------------------------- | ----------------------------------------------------------- |
| 2014 | Petra Kvitová                                               | Eugenie Bouchardová                                         | 6–3, 6–4                                                    |
| 2015 | Venus Williamsová                                           | Garbiñe Muguruzaová                                         | 6–3, 3–0skreč                                               |
| 2016 | Petra Kvitová (2)                                           | Dominika Cibulková                                          | 6–1, 6–1                                                    |
| 2017 | Caroline Garciaová                                          | Ashleigh Bartyová                                           | 6–73–7, 7–67–4, 6–2                                         |
| 2018 | Aryna Sabalenková                                           | Anett Kontaveitová                                          | 6–3, 6–3                                                    |
| 2019 | Aryna Sabalenková (2)                                       | Alison Riskeová                                             | 6–3, 3–6, 6–1                                               |
| 2020 | zrušeno kvůli pandemii covidu-19 a bojkotu čínských turnajů | zrušeno kvůli pandemii covidu-19 a bojkotu čínských turnajů | zrušeno kvůli pandemii covidu-19 a bojkotu čínských turnajů |
| 2023 | zrušeno kvůli pandemii covidu-19 a bojkotu čínských turnajů | zrušeno kvůli pandemii covidu-19 a bojkotu čínských turnajů | zrušeno kvůli pandemii covidu-19 a bojkotu čínských turnajů |
| 2024 | Aryna Sabalenková (3)                                       | Čeng Čchin-wen                                              | 6–3, 5–7, 6–3                                               |

### Čtyřhra
| Rok  | vítězky                                                     | finalistky                                                  | výsledek                                                    |
| ---- | ----------------------------------------------------------- | ----------------------------------------------------------- | ----------------------------------------------------------- |
| 2014 | Martina Hingisová Flavia Pennettaová                        | Cara Blacková Caroline Garciaová                            | 6–4, 5–7, [12–10]                                           |
| 2015 | Martina Hingisová (2) Sania Mirzaová                        | Irina-Camelia Beguová Monica Niculescuová                   | 6–2, 6–3                                                    |
| 2016 | Bethanie Mattek-Sandsová Lucie Šafářová                     | Sania Mirzaová Barbora Strýcová                             | 6–1, 6–4                                                    |
| 2017 | Čan Jung-žan Martina Hingisová (3)                          | Šúko Aojamová Jang Čao-süan                                 | 7–6(7–5), 3–6, [10–4]                                       |
| 2018 | Elise Mertensová Demi Schuursová                            | Andrea Sestini Hlaváčková Barbora Strýcová                  | 6–3, 6–3                                                    |
| 2019 | Tuan Jing-jing Veronika Kuděrmetovová                       | Elise Mertensová Aryna Sabalenková                          | 7–6(7–3), 6–2                                               |
| 2020 | zrušeno kvůli pandemii covidu-19 a bojkotu čínských turnajů | zrušeno kvůli pandemii covidu-19 a bojkotu čínských turnajů | zrušeno kvůli pandemii covidu-19 a bojkotu čínských turnajů |
| 2023 | zrušeno kvůli pandemii covidu-19 a bojkotu čínských turnajů | zrušeno kvůli pandemii covidu-19 a bojkotu čínských turnajů | zrušeno kvůli pandemii covidu-19 a bojkotu čínských turnajů |
| 2024 | Anna Danilinová Irina Chromačovová                          | Asia Muhammadová Jessica Pegulaová                          | 6–3, 7–6(8–6)                                               |